# Isocoma
Isocoma là một chi thực vật có hoa trong họ Cúc (Asteraceae).

## Loài
Chi Isocoma gồm các loài: